# Ана Пелетейро-Компаоре
Ана Пелетейро-Компаоре Бріон (ісп. Ana Peleteiro-Compaore Brión; нар. 2 грудня 1995) — іспанська легкоатлетка, яка спеціалізується у потрійному стрибку.

## Із життєпису
Бронзова олімпійська призерка (2021).
Бронзова призерка чемпіоната світу в приміщенні (2018).
Бронзова призерка чемпіоната Європи (2018).
Чемпіонка Європи в приміщенні (2019) та срібна призерка чемпіоната Європи в приміщенні (2021).
Чемпіонка Іспанії просто неба (2015, 2017—2019, 2021) та в приміщенні (2014, 2016—2018, 2020—2021).
Чемпіонка світу серед юніорів (2012) та юнаків (2011).
Срабна призерка чемпіоната Європи серед молоді (2017).
Бронзова призерка чемпіоната Європи серед юніорів (2013).
Тренується разом з Юлімар Рохас під керівництвом Івана Педросо.

## Основні міжнародні виступи
| Рік  | Змагання                       | Місто      | Місце | Примітки         |
| ---- | ------------------------------ | ---------- | ----- | ---------------- |
| 2011 | Чемпіонат світу серед юнаків   | Лілль      | 3     |                  |
| 2012 | Чемпіонат світу серед юніорів  | Барселона  | 1     |                  |
| 2013 | Чемпіонат Європи серед юніорів | Рієті      | 3     |                  |
| 2014 | Командний чемпіонат Європи     | Брауншвейг |       |                  |
| 2014 | Чемпіонат світу серед юніорів  | Юджин      |       |                  |
| 2015 | Командний чемпіонат Європи     | Чебоксари  |       |                  |
| 2016 | Чемпіонат світу в приміщенні   | Портленд   |       |                  |
| 2017 | Чемпіонат Європи в приміщенні  | Белград    |       |                  |
| 2017 | Командний чемпіонат Європи     | Лілль      |       |                  |
| 2017 | Чемпіонат Європи серед молоді  | Бидгощ     | 2     |                  |
| 2017 | Чемпіонат світу                | Лондон     |       |                  |
| 2018 | Чемпіонат світу в приміщенні   | Бірмінгем  | 3     |                  |
| 2018 | Чемпіонат Європи               | Берлін     | 3     |                  |
| 2019 | Чемпіонат Європи в приміщенні  | Глазго     | 1     |                  |
| 2019 | Командний чемпіонат Європи     | Бидгощ     | 2     |                  |
| 2019 | Чемпіонат світу                | Доха       |       | Відео на YouTube |
| 2021 | Чемпіонат Європи в приміщенні  | Торунь     | 2     | Відео на YouTube |
| 2021 | Командний чемпіонат Європи     | Хожув      |       |                  |
| 2021 | Олімпійські ігри               | Токіо      | 3     |                  |